# Мсхлеб (Ленингорский район)
Мсхлеб или Хслеб (осет. Хслеб, груз. მსხლები — Мсхлеби) — село в Закавказье, расположенное в Ленингорском районе Южной Осетии, фактически контролирующей село; согласно юрисдикции Грузии — в Ахалгорском муниципалитете.

## География
Село находится на реке Лехура на юге Ленингорского района к востоку от села Орчосан и к югу от села Цхилон (между сёлами Абреу к западу и Монастер к востоку).

## Население
Село до начала 1990-х гг. было населено в основном осетинами. По данным 1959 года в селе жило 181 житель — в основном осетины. По данным переписи 2015 года (проведённой властями Южной Осетии) численность населения села Мсхлеб составила 9 жителей.

## История
В период южноосетинского конфликта в 1992—2008 гг. село находилось на границе с восточной частью Ленингорского района, находившейся в зоне контроля Грузии. После войны в августе 2008 года земли к востоку от села также перешли под контроль властей РЮО.

## Топографические карты
- Лист карты K-38-65 Ленингори. Масштаб: 1 : 100 000. Издание 1979 г.